# Crepis aurea
La radichiella aranciata (nome scientifico Crepis aurea (L.) Cass., 1822)  è una pianta angiosperma dicotiledone della famiglia delle Asteraceae.

## Etimologia
L'etimologia del nome generico (Crepis) non è molto chiara. In latino Crèpìs significa pantofola, sandalo e i frutti, di alcune specie di questo genere, sono strozzati nella parte mediana ricordando così (molto vagamente) questo tipo di calzare. Inoltre lo stesso vocabolo nell'antica Grecia indicava il legno di Sandalo.. L'epiteto specifico (aurea) deriva dal latino (= dorato) fa riferimento al colore del capolino.
Questa specie è stata studiata prima da Carl von Linné (Rashult, 23 maggio 1707 – Uppsala, 10 gennaio 1778), biologo e scrittore svedese, considerato il padre della moderna classificazione scientifica degli organismi viventi, quindi dal botanico e naturalista francese Count Alexandre Henri Gabriel de Cassini (1781-1832) nel 1822.
I francesi chiamano questa pianta con il nome di Crépide orangée; mentre i tedeschi la chiamano: Gold-Pippau oppure Rinderblume; gli inglesi Golden Hawk's-beard.

## Descrizione

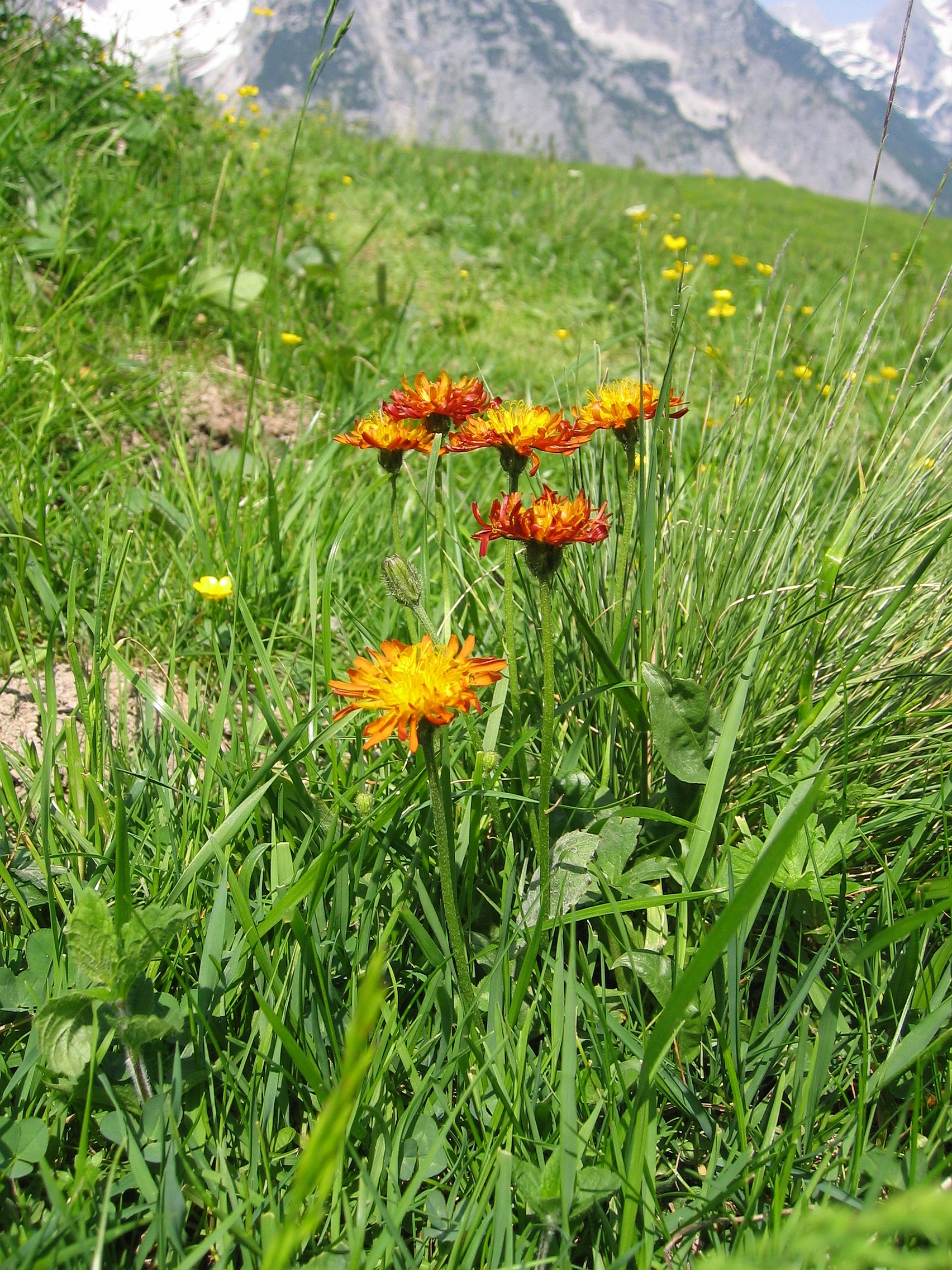
Il portamento

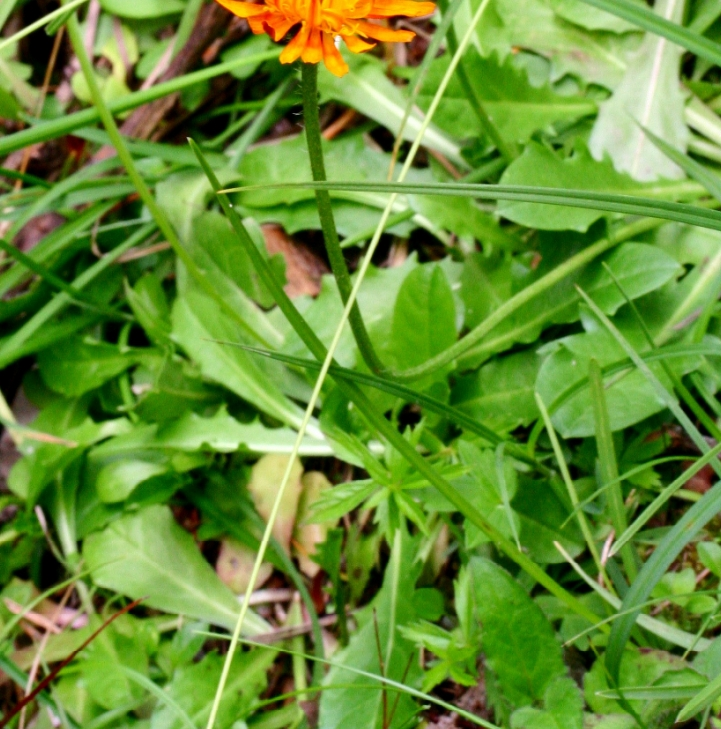
La rosetta basale
Località Cimabanche, Cortina (BL), 1529 m s.l.m. - 3/7/2007

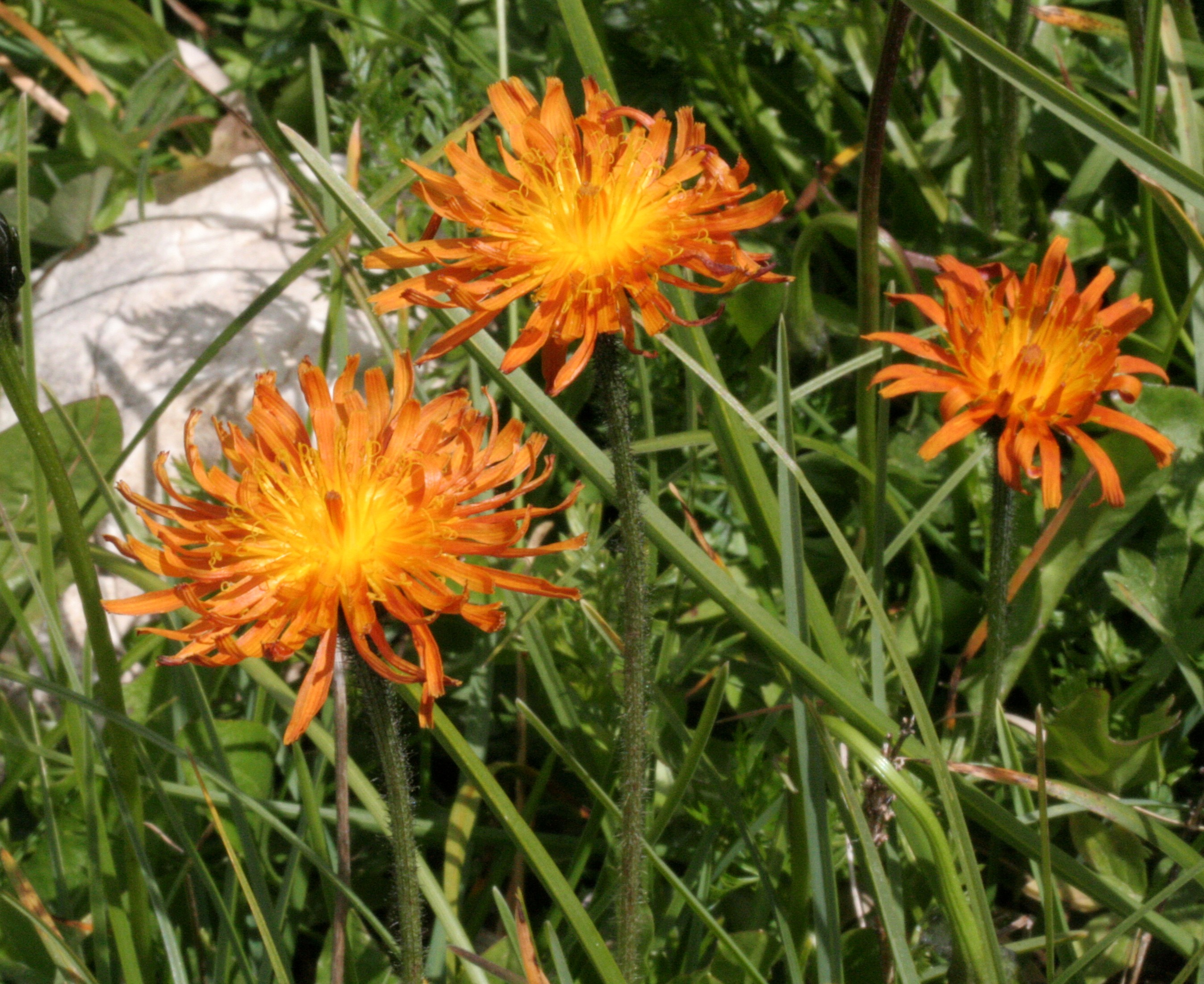
Infiorescenza

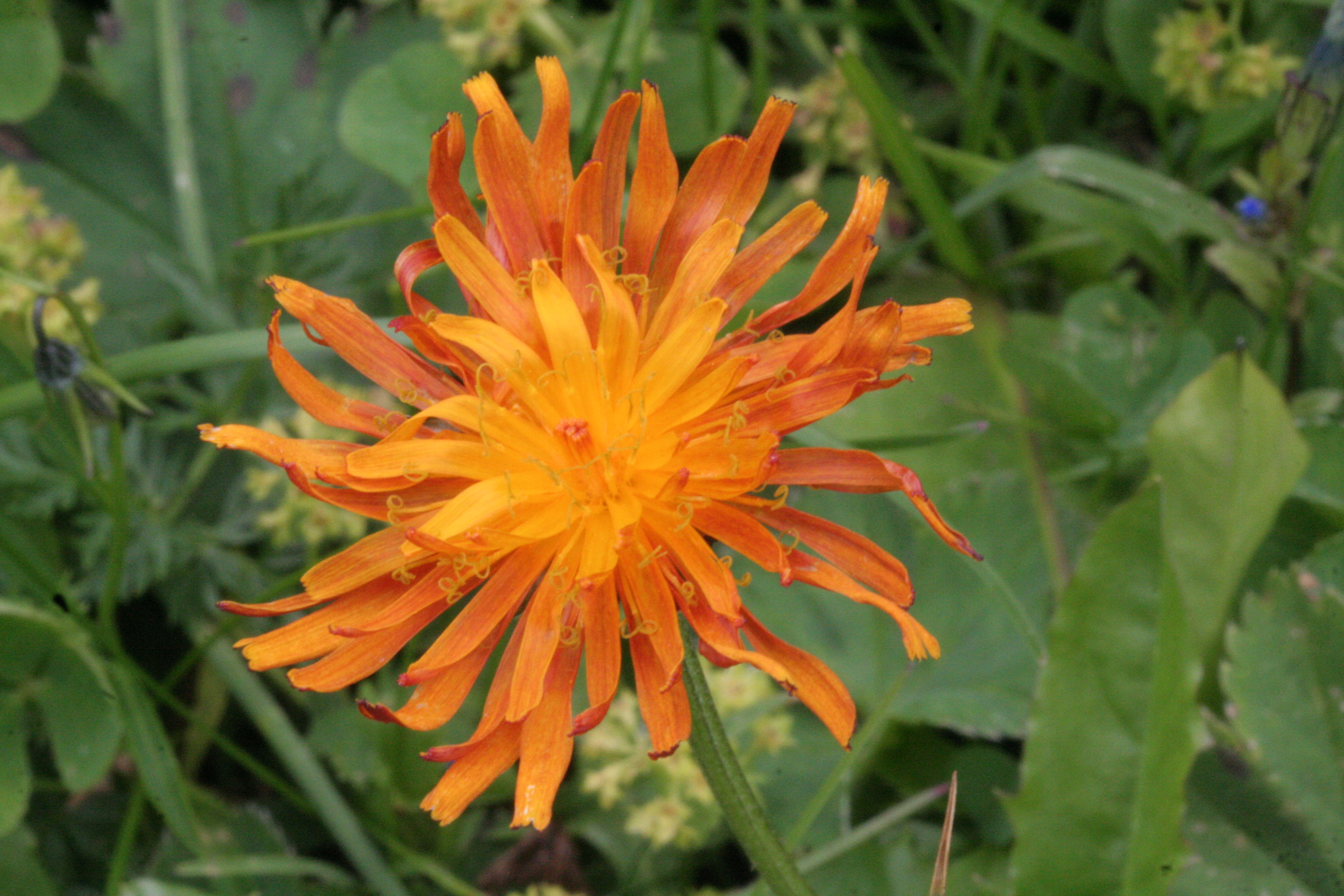
Il capolino
Località Passo di Giau, Cortina (BL), 2233 m s.l.m. - 1/8/2008

Habitus. L'aspetto di questa pianta è erbaceo-cespitoso perenne.  La forma biologica è emicriptofita rosulata (H ros), ossia sono piante con gemme svernanti al livello del suolo e protette dalla lettiera o dalla neve, e con le foglie disposte a formare una rosetta basale. Gli steli contengono abbondante latice amaro.
Fusto. 
- Parte ipogea: la parte sotterranea è un breve e sottile rizoma (non bulboso) e di colore chiaro. La radice sono secondarie da rizoma.
- Parte epigea: la parte aerea è semplice (monocefala), afilla, ascendente e striata. Sono presenti, presso il capolino, alcune brattee (1 – 5)  squamiformi e lineari di pochi millimetri (3 -5). La superficie è finemente pubescente.  L'altezza varia da 8 a 25 cm.

Foglie. Sono presenti solo le foglie radicali, brevemente picciolate, a forma lanceolata-spatolata e tipo pennatopartite (con 2 – 4 incisioni profonde) con lobi patenti o riflessi (a volte sono debolmente roncinati). La lamina fogliare è glabra o al massimo pelosa sulle nervature. Dimensione delle foglie : larghezza 1 –2 cm, lunghezza 4 – 5 cm.
Infiorescenza. L'infiorescenza è formata da un solo capolino emisferico (raramente il fusto si biforca in due capolini). La struttura del capolino è quella tipica delle Asteraceae: un peduncolo sorregge un involucro cilindrico formato da più squame acuminate di colore scuro con setole nere patenti, che fanno da protezione al ricettacolo, in genere nudo e piatto, sul quale s'inseriscono due tipi di fiori: esterni ligulati e interni tubulosi (in questo caso sono assenti). L'involucro è formato da poche brattee, scure con setole nere patenti, disposte su due serie in modo semplice (quelle esterne sono più corte). Quelle esterne sono più piccole di quelle interne. Diametro del capolino : 25 mm.
Fiori. I fiori tutti ligulati, sono tetra-ciclici (ossia sono presenti 4 verticilli: calice – corolla – androceo – gineceo) e pentameri (ogni verticillo ha in genere 5 elementi). I fiori sono ermafroditi, fertili e zigomorfi.
- Formula fiorale:

*/x K {\displaystyle \infty }, [C (5), A (5)], G 2 (infero), achenio
- Calice: i sepali del calice sono ridotti ad una coroncina di squame.
- Corolla: le corolle sono formate da una ligula terminante con 5 denti (è la parte finale dei cinque petali saldati fra di loro). Il colore dei fiori ligulati è arancio (quasi rossastro - ferrugineo). La superficie può essere sia pubescente che glabra.
- Androceo: gli stami sono 5 con filamenti liberi e distinti, mentre le antere sono saldate in un manicotto (o tubo) circondante lo stilo.[13] Le antere alla base sono prive di codette. Il polline è tricolporato.[14]
- Gineceo: lo stilo è filiforme. Gli stigmi dello stilo sono due divergenti e ricurvi con la superficie stigmatica posizionata internamente (vicino alla base).[15] L'ovario è infero uniloculare formato da 2 carpelli.

Frutti. I frutti sono degli acheni con pappo. L'achenio è fusiforme, glabro e rostrato (senza tubercoli), a 16 coste e sormontato da un pappo bianco e soffice formato da peli semplici (non ramificati), ma tenaci. Il frutto all'apice è assottigliato con un becco ben distinto (alcuni). Tutti gli acheni sono uguali. Lunghezza dell'achenio : 5 – 6 mm. Lunghezza del pappo : 6 – 7 mm.

## Biologia
- Impollinazione: l'impollinazione avviene tramite insetti (impollinazione entomogama tramite farfalle diurne e notturne).
- Riproduzione: la fecondazione avviene fondamentalmente tramite l'impollinazione dei fiori (vedi sopra).
- Dispersione: i semi (gli acheni) cadendo a terra sono successivamente dispersi soprattutto da insetti tipo formiche (disseminazione mirmecoria). In questo tipo di piante avviene anche un altro tipo di dispersione: zoocoria. Infatti gli uncini delle brattee dell'involucro si agganciano ai peli degli animali di passaggio disperdendo così anche su lunghe distanze i semi della pianta.

## Tassonomia
La famiglia di appartenenza di questa voce (Asteraceae o Compositae, nomen conservandum) probabilmente originaria del Sud America, è la più numerosa del mondo vegetale, comprende oltre 23.000 specie distribuite su 1.535 generi, oppure 22.750 specie e 1.530 generi secondo altre fonti (una delle checklist più aggiornata elenca fino a 1.679 generi). La famiglia attualmente (2021) è divisa in 16 sottofamiglie.

### Filogenesi
Il genere di questa voce appartiene alla sottotribù Crepidinae della tribù Cichorieae (unica tribù della sottofamiglia Cichorioideae). In base ai dati filogenetici la sottofamiglia Cichorioideae è il terz'ultimo gruppo che si è separato dal nucleo delle Asteraceae (gli ultimi due sono Corymbioideae e Asteroideae). La sottotribù Crepidinae fa parte del "quarto" clade della tribù; in questo clade è in posizione "centrale" vicina alle sottotribù Chondrillinae e Hypochaeridinae.
La sottotribù è divisa in due gruppi principali uno a predominanza asiatica e l'altro di origine mediterranea/euroasiatica. Da un punto di vista filogenetico, all'interno della sottotribù, sono stati individuati 5 subcladi. Il genere di questa voce appartiene al subclade denominato "Crepis-Lapsana-Rhagadiolus clade", composto dai generi Crepis L., 1753, Lapsana L., 1753 e Rhagadiolus Juss., 1789. Dalle analisi Crepis risulta parafiletico (per cui la sua circoscrizione è provvisoria).
Nella "Flora d'Italia" le specie italiane di Crepis sono suddivise in 4 gruppi e 12 sezioni in base alla morfologia degli acheni, dell'involucro e altri caratteri (questa suddivisione fatta per scopi pratici non ha valore tassonomico). La specie di questa voce appartiene al Gruppo 2 (gli acheni sono uniformi con un becco più o meno visibile o con un apice bruscamente ristretto) e alla Sezione F (gli involucri dei capolini sono lunghi 3 - 8 mm; gli acheni sono lunghi 4 - 9 mm).
I caratteri distintivi per la specie di questa voce sono:
- l'involucro è lungo 7 - 12 mm;
- le brattee dell'involucro hanno dei peli ispidi e rigidi (subsp. glabrescens);
- il colore dei fiori è aranciato;
- gli acheni sono uniformi e sono lunghi 5 - 6 mm;
- il becco degli acheni in genere è ben distinto (ma anche no);
- gli acheni sono colorati di bruno chiaro (subsp. aurea).

### Sottospecie
La specie presenta un alto grado di diversità; infatti studi di genetica hanno dimostrato per queste piante una poliploidia molto spinta causata dalla presenza di un numero di cromosomi superiore al normale corredo diploide (2n = 6, 8, 10, 12, 14, 18, 22 e multipli).
Per questa specie sono indicate le seguenti sottospecie:

#### Sottospecieaurea

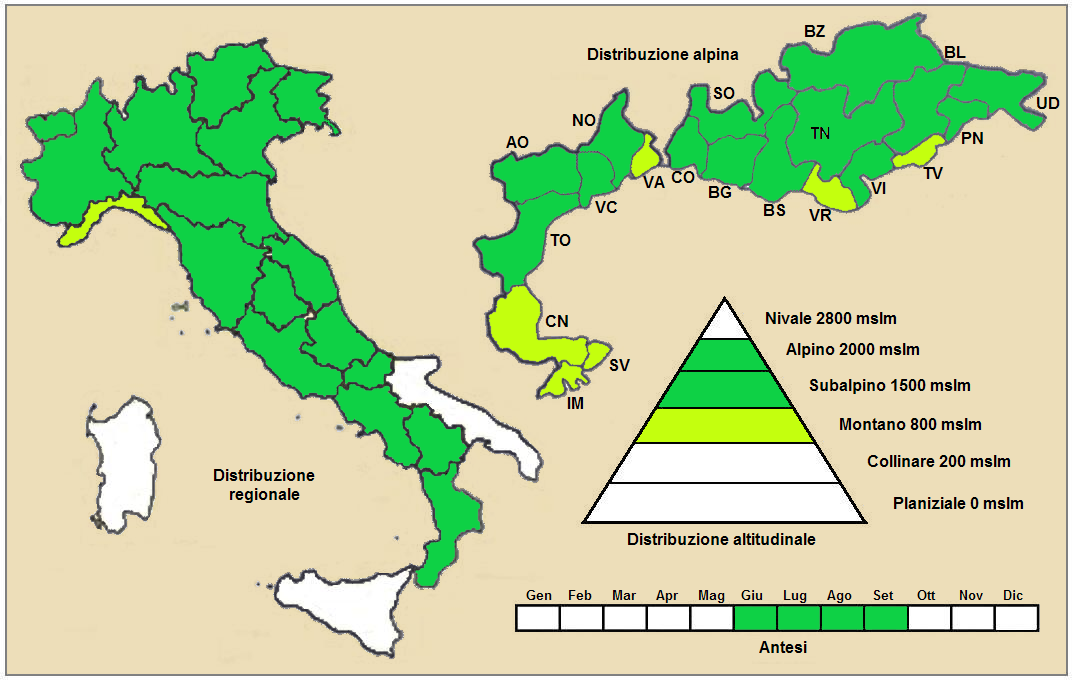
Distribuzione della pianta (Distribuzione regionale – Distribuzione alpina)

- Nome scientifico: Crepis aurea subsp. aurea.
- Descrizione: (è la stirpe principale) i capolini sono più grandi; più grande è anche l'involucro che raggiunge i 5 – 7 mm di larghezza e i 10 – 12 mm di lunghezza; la ligula dei fiori è larga 2 – 3 mm; lunga 16 – 18 mm; gli acheni sono colorati di bruno chiaro.
- Fioritura: la fioritura va da giugno a agosto (settembre).
- Geoelemento: il tipo corologico (area di origine) è Orofita – Sud Est Europeo.
- Distribuzione: è presente in tutta l'Italia (è presente su tutto l'arco alpino) ma non nelle isole. Fuori dall'Italia, sempre nelle Alpi, questa specie si trova in Francia, Svizzera, Austria e Slovenia. Sugli altri rilievi collegati alle Alpi è presente nel Massiccio del Giura.[22] Nel resto dell'Europa e dell'areale del Mediterraneo si trova anche nella Penisola Balcanica.[2]
- Habitat: l'habitat tipico sono i pascoli alpini (formati da alte erbe nitrofile); ma anche nei riposi del bestiame e praterie rase alpine e subalpine. Il substrato preferito è sia calcareo che siliceo, quindi questa pianta vive in condizione intermedie su terreni con pH mediamente neutro o debolmente acido (zone calcaree e zone granitiche) e alto valore nutrizionale del terreno che deve essere mediamente umido. In particolare su terreni calcarei questa pianta si può trovare nelle zone umide e ben drenate (terreni che per pedogenesi hanno perso i loro cationi basici). Viceversa per trovare questa pianta in ambiente acido il terreno deve essere percorso ad esempio da acqua dura (per compensare l'acidità).
- Distribuzione altitudinale: l'altitudine preferita da queste piante va da 1.400 a 2.500 m s.l.m.; sui rilievi frequenta quindi il piano subalpino e alpino. Occasionalmente queste piante sono state trovate a quote più basse (900 m s.l.m. in Carnia) oppure più alte (2.900 m s.l.m. in Valle d'Aosta).
- Fitosociologia.
  - Areale alpino: dal punto di vista fitosociologico alpino la specie di questa scheda appartiene alla seguente comunità vegetale:[22]

Formazione: comunità delle macro- e megaforbie terrestri
Classe: Molinio-Arrhenatheretea
Ordine: Arrhenatheretalia elatioris
Alleanza: Poion alpinae
- Areale italiano: per l'areale completo italiano Crepis aurea appartiene alla seguente comunità vegetale:

Macrotipologia: vegetazione delle praterie.
Classe: Molinio-arrhenatheretea Tüxen, 1937
Ordine: Arrhenatheretalia elatioris Tüxen, 1931
Alleanza: Triseto flavescentis-Polygonion bistortae Br.-Bl. & Tüxen ex Marschall, 1947
Descrizione: l'alleanza Triseto flavescentis-Polygonion bistortae è relativa ai prati regolarmente falciati una volta l’anno e spesso successivamente pascolati. Queste praterie in genere sono dominate da specie di taglia medio-grande e caratterizzate da un elevato numero di specie. Distribuzione: le Alpi sono il centro di diffusione di questa alleanza (Italia centro-settentrionale); questa comunità inoltre si sviluppa in vari settori montani dell’Europa temperata.
- Numero cromosomico: 2n = 10 e 14.[11]

#### Sottospecieglabrescens
- Nome scientifico: Crepis aurea subsp. glabrescens (Caruel) Arcang., 1882.
- Descrizione: in questa varietà i capolini sono più piccoli (lunghezza dell'involucro 7 – 8 mm); gli involucri hanno dei peli ispidi e rigidi; la ligula è larga meno di 2 mm; lunghezza 11 mm.
- Distribuzione: è presente negli Appennini ma raramente e nella penisola balcanica occidentale fino alla Grecia.[2]
- Numero cromosomico: 2n = 10.[11]

#### Sottospecieolympica
- Nome scientifico: Crepis aurea subsp. olympica (K.Koch) Lamond, 1975
- Distribuzione: Anatolia.

### Ibridi
Queste piante, come tutto il genere Crepis, presentano una grande facilità di creare ibridi interspecifici (questo per l'alta poliploidia dei suoi cromosomi).

### Specie simili
Allo stesso gruppo e sezione appartengono le seguenti specie:
- Crepis bellidifolia Loisel. - Radichiella occidentale: i fusti hanno un portamento flessuoso; le foglie cauline sono intere o dentellate; gli involucri dei capolini sono pubescenti per peli da biancastri a giallo pallido; le ligule dei fiori sono rossastre sulla pagina esterna; i frutti acheni hanno il becco lungo al massimo come il frutto stesso.
- Crepis aurea (L.) Cass. - Radichiella aranciata: il colore dei fiori è rosso-aranciato; gli acheni sono colorati di bruno chiaro e sono lunghi 4 – 9 mm.
- Crepis bursifolia L. - Radichiella tirrenica: gli involucri dei capolini sono pubescenti per peli da biancastri a giallo pallido; le ligule dei fiori sono verdastre sulla pagina esterna; i frutti acheni hanno il becco più lungo del frutto stesso (il doppio).

Generalmente i fiori dello stesso genere difficilmente si confondono con la specie della presente scheda in quanto sono nella quasi totalità gialli. C'è invece un altro genere che possiede una specie molto simile per colore e forma del capolino alla specie della presente scheda: Hieracium aurantiacum L. (Sparviere aranciato);  l'involucro ha una struttura più complessa, ma si differenzia soprattutto per i fusti che sono ramosi verso l'infiorescenza.

### Sinonimi
Sono elencati alcuni sinonimi per questa entità:
- Andryala aurea (L.) Scop.
- Apargia aurea  (L.) F.W.Schmidt
- Aracium aureum  (L.) D.Dietr.
- Berinia aurea  (L.) Sch.Bip.
- Brachyderea aurea  (L.) Sch.Bip.
- Calliopea aurea  (L.) D.Don
- Geracium aureum  (L.) Rchb.
- Hieracium aureum  (L.) Scop.
- Leontodon aureus  L.
- Soyeria aurea  (L.) Mutel

Sottospecie aurea
- Crepis kitaibelii Froel.

Sottospecie glabrescens
- Apargia lucida  Ten.
- Catonia crocea  Rchb. ex Steud.
- Crepis columnae  (Ten.) Froel.
- Crepis sartoriana  Boiss. & Heldr.
- Hieracium columnae  Ten.
- Hieracium parvulum  Ten. ex Froel.
- Hieracium pumilum  Ten.

Sottospecie olympica
- Crepis olympica K.Koch